# BLOS (Bergeijk)
De Bergeijkse Lokale Omroep Stichting, ook wel kortweg BLOS genoemd, was een lokale televisieomroep uit de Nederlandse gemeente Bergeijk.
De BLOS werd in 1991 opgericht en begon met het uitzenden van een kabelkrant. In maart 1992 begonnen zij ook met het maken van eigen televisieprogramma's. De zender richtte zich op inwoners van de plaatsen Bergeijk, Luyksgestel, Riethoven, Weebosch en Westerhoven.
In de loop van de jaren ontstond onder meer door de invloed van de VNG, de OLON en het ministerie de noodzaak tot schaalvergroting.
De BLOS is rond 2005 al een samenwerking aangegaan met Streekomroep de Kempen die zich met radio, tv en beeldkrant richtte op de gemeentes Reusel-De Mierden, Bladel en Eersel.
In 2010 was er al een gezamenlijk project gestart met één radiostation voor de hele Kempen, KempenFM en met één kabelkrant in de hele Kempen.
Beide omroepen waren uitsluitend te zien via de analoge kanalen van Ziggo (UPC).
Door de aanleg van glasvezel in Bergeijk kreeg de BLOS ook toegang tot de digitale providers zoals KPN, GHM, Telfort, OnsBrabantnet en later ook Ziggo (UPC). In 2014 en 2015 zijn de uitzendingen van BLOS en KempenTV vanuit Bergeijk digitaal uitgezonden. Na de zomer van 2015 is besloten de gehele uitzendstraat naar Hapert te verplaatsen omdat ook daar een snelle koppeling naar alle providers gerealiseerd kon worden.
Via een team van filmers wordt nu iedere week een Kempenbrede uitzending verzorgd onder de naam KempenTV. 
In de aanloop daarheen is het Commissariaat voor de Media verzocht een nieuwe machtiging te verstrekken voor alle vier de Kempengemeentes. Deze zou naar verwachting in het voorjaar van 2016 verleend worden na advies van de vier gemeenteraden.De BLOS zal daarna zijn status van lokale omroep verliezen en zullen alle activiteiten plaats gaan vinden onder de paraplu van Streekomroep de Kempen. De gemeenteraden hebben zich kort voor de zomer van 2016 allen achter het voorstel tot het vormen van één streekomroep geschaard en hebben positief geadviseerd aan het CvdM.
In september 2016 is door het Commissariaat voor de Media aan Stichting Streekomroep de Kempen vergunning verleend voor de bovenbedoelde vier Kempengemeenten. Gelijkertijd is daarbij de vergunning voor de BLOS ingetrokken. In januari 2017 is de laatste stap gezet in het bestaan van de BLOS, de Bergeijkse Lokale Omroep. Nadat eind 2016 de fysieke en financiële assets waren overgedragen aan Streekomroep de Kempen die nu de radio- en TV uitzendingen voor de hele Kempen verzorgt, restte nog het opheffen van de Stichting BLOS en het uitschrijven bij de Kamer van Koophandel.
Het digitale beeldarchief van BLOS is overgedragen aan de Heemkundekring Bergeijk omdat beide besturen belang hechtten aan het bewaren van 25 jaar beeldmateriaal.
De Heemkundekring zal het archief beheren en daar waar het passend is de content gebruiken in hun presentaties.